# La strategia dell'Ariete
La strategia dell'Ariete è un romanzo storico e fantascientifico scritto dal gruppo narrativo Kai Zen tra il 2004 e il 2006 e pubblicato da Mondadori del 2007. Il romanzo è ascrivibile alla corrente narrativa del New Weird o del New Italian Epic.
Il libro è pubblicato sotto una licenza Creative Commons, precisamente la CC-by-nc-sa; è stato il primo libro in copyleft pubblicato da Mondadori. Nel 2008 La Strategia dell'Ariete ha ottenuto il Premio Emilio Salgari della critica.

## Trama
Il romanzo narra la storia del Respiro di Seth, un composto chimico dal potere distruttivo straordinario, capace di soggiogare le menti o di uccidere chi ne viene a contatto. La storia di questa arma straordinaria comincia nell'Antico Egitto, nell'era di Cheope intorno al 2500 a.C.; già allora, intorno al Respiro di Seth si muovono interessi di vario genere. Il
potere politico che vuole impossessarsene per soggiogare la popolazione è la setta religiosa dell'Ariete la quale ha come scopo la "difesa" del Respiro in modo che non finisca in mani sbagliate. È in questa fase del romanzo che si scopre, da un lato il potere distruttivo dell'arma e dall'altro il fatto che essa non si conserva solo in vasi d'argilla come una comune polvere ma anche all'interno di particolari soggetti, come se fossero portatori sani, che portano il Respiro nel loro sangue. Così il Respiro di Seth si muoverà nella Storia sino ad arrivare, nell'arco narrativo sino alla fine, nel 1957.
Parallelamente la storia si svolge anche in altri momenti storici che andranno a convogliarsi in un unico finale.
Negli anni venti, uno chimico tedesco, Hofstadter, venuto a conoscenza del mito del Respiro comincia una ricerca di ogni traccia necessaria per svelare i segreti della sostanza. Intanto il Respiro di Seth, viaggiando all'interno dei propri contenitori d'argilla e umani attraversa varie regioni del mondo sino ad arrivare in Cina. In questo lungo viaggio prenderà il nome terribile di Al-Hàrith, il nome coranico per designare Satana.
Hofstadter affronterà un viaggio terribile attraverso la Cina, accompagnato dal fedele Shanfeng, uno dei migliori sicari della Triade cinese e frequentatore di circoli sovversivi di Shanghai da cui prenderà vita il Partito Popolare di Mao Tse Tung. In questo viaggio che costerà la vita di parecchi uomini il chimico sarà perennemente seguito dall'ombra dell'Ariete, la millenaria organizzazione, nata per custodire Al-Harith. Proprio da un membro dell'organizzazione, l'enigmatico Hans Deruyter, Hofstadter verrà ucciso dopo aver trovato lo scrigno contenente la sostanza nel Mar della Cina. Ma, l'Ariete malgrado l'omicidio del professore non verrà in possesso del Respiro il cui segreto rimarrà nelle mani di Shanfeng, racchiuso nei diari del chimico. Per difendere il segreto durante il viaggio i vasi verranno aperti seminando morte tra gli ignari testimoni.
Così il segreto di Al-Hàrith arriverà nelle mani del figlio di Hofstadter, il giovane nazista Dietrich Hofstadter il quale, ben diverso dal padre cercherà di mettere la terribile arma al servizio del Reich. Il giovane Dietrich, in Paraguay, costruirà un laboratorio per "ricreare" Al-Hàrith, usando le indicazioni del padre. Ad assisterlo in questo progetto ci sarà il chimico giapponese Hino Otaru. I due non riusciranno nel loro intento per l'intervento dell'OSS, ovvero l'organizzazione (nata però solo nel 1942) da cui prenderà vita la CIA. Comincerà così una lunga fuga di Otaru lungo il Sud America verso il Perù, unico punto d'imbarco utile per raggiungere il Giappone e mettersi in salvo.
Intanto una copia degli appunti è rimasta in mano al fedele Shanfeng il quale dopo essere fuggito dalla Germania riesce ad imbarcarsi per gli USA.
Qui, per ottenere l'esenzione dal Chinese Exclusion Act, una sorta di permesso di soggiorno, Shanfeng tratta con l'agente dell'immigrazione Folberg. Ancora, pur essendo a metà del '900 i cittadini di nazionalità cinese non erano ammessi negli USA, se non con particolari permessi. Ma grazie al semplice nome di Al-Hàrith, ancora ricercato dalla CIA, il cinese riesce a entrare negli USA e qui consegna le carte in suo possesso a Folberg, ma un po' alla volta, per guadagnare tempo e per non rischiare di essere rispedito in Cina o ucciso. Folberg, attraverso i suoi contatti arriva a un possibile compratore della sostanza, intanto sintetizzata dai chimici della CIA.
Si tratta dello stesso Otaru, il giapponese scampato dal terribile viaggio in Sud America e ansioso di rimettere le mani sulla sua creatura. Non ci riuscirà. All'appuntamento infatti Folberg arriverà con la conturbante agente Copeland, sua amante, che però lo tradirà e ucciderà nel deserto del Texas. La donna da quel momento verrà braccata dall'Ariete fino ad un drammatico inseguimento alla fine del quale lo schianto disperderà nell'aria il terribile Al-Hàrith tra le strade di Baltimora, uccidendo e rendendo folli passanti inermi, e inseguitori. Ma la donna si scoprirà essere una portatrice sana, per cui verrà portata via dal luogo dell'incidente con la terribile sostanza nel proprio corpo.
I membri dell'Ariete hanno assoluta necessità di isolare la sostanza, anche perché, in piena Guerra fredda, oltre cortina, altri portatori sani si suppone siano nelle mani dei comunisti. Per ottenere e sintetizzare la sostanza hanno bisogno del sangue ancora caldo della donna. La raggiungono ma lei chiede di andare in bagno. Lì decide di togliersi la vita.
Intanto, colpo di scena, si fa vivo nuovamente Shanfeng, vero e autentico custode del segreto: riesce a portare via con un diversivo il corpo della donna, prima ancora degli uomini dell'organizzazione dell'Ariete. Dopo averla dissanguata, la seppellisce sotto la neve e con essa, seppellisce l'ultima traccia di Al-Hàrith.
Segue poi un epilogo, che riporta la storia ai giorni nostri, rimettendo in moto l'intero meccanismo.

### Personaggi principali
- Cheope
- Shelley Copeland
- i Bikini
- Elegnem
- Arthur Fillmore
- Ronald Follberg
- Gamir
- Hans l'olandese
- Dietrich Hofstadter
- Einrich T. Hofstadter
- Metzke
- Mira
- Hiro Otaru
- George Ponticelli
- Shanfeng
- Yu-Hua

## La società dell'Ariete
Tutti gli adepti della Società dell'Ariete operativi in USA portano il nome di un filosofo medioplatonico

## Edizioni
- Kai Zen, La strategia dell'Ariete, collana Strade Blu, Arnoldo Mondadori Editore, 2007,  p. 452, ISBN 978-88-04-56431-7.